# マンガ★ゲット
マンガ★ゲットは、かつての日本のウェブコミック投稿サイト。

## 概要
漫画投稿と漫画閲覧のソーシャル・ネットワークサービスで、スパイシーソフト株式会社より2008年8月より提供されていた。2013年5月より、マンガコンテンツ事業を手がけるコミックスマート株式会社がスパイシーソフトより事業を譲り受け、運営が行われた。2017年6月30日にサービスが停止され、投稿されていた作品も読めなくなった。
スマートフォン・パソコン・携帯電話の各デバイスで利用可能だった。ユーザ登録は任意（閲覧は非会員でも可能。本棚の利用には会員登録が必須）。マンガへのコメントなどを通じてユーザ間でマンガに関する話題で盛り上がることができた。マンガ作家は、マンガ作家向けサイトを通じて、マンガ投稿を行うことができた。
2013年5月時点で、会員数は90万人以上、登録しているマンガ作家の数は5,000人以上、マンガ投稿数は42,000話以上だった。

## 沿革
| 年月日         | 話数    |
| -------------- | ------- |
| 2008年8月23日  | 1000話  |
| 2008年10月26日 | 3000話  |
| 2009年8月14日  | 10000話 |
| 2010年8月2日   | 20000話 |
| 2011年9月4日   | 30000話 |

2008年
グランドオープン。オープン後3日で作家登録400人突破。
韓国モバイルコンテンツアワードモバイルサービス部門2位を受賞。
2009年
人気上位4作品をアニメ化、大スクリーンで上映。
2011年
大規模リニューアルにより、全デバイスに対応。
この時点で日本最大のウェブコミック投稿サイトになったとされる。
2012年
Androidアプリをリリースした。
2013年
iPhoneアプリをリリースした。
コミックスマート株式会社事業を譲り受け、運営会社変更。
2017年
サービス停止。

## 主な作品
投稿漫画作品は無料で閲覧できた。ここでは書籍化された作品を挙げる。
- 琴浦さん漫画（えのきづ著、マイクロマガジン社）
- 奇異太郎少年の妖怪絵日記（影山理一著、マイクロマガジン社）
- DxD Joker（キサ著、マイクロマガジン社）
- ナン様とレン①（なるあすく著、アスキー・メディアワークス社）
- どんどんぐり（遥那もより著、新書館）

## 特徴的な機能やシステム
マルチデバイスで閲覧可能な専用ビューア
投稿したマンガは、複数種類のデバイス（スマートフォン、パソコン、携帯電話）で同じように読むことができた。スマートフォンや携帯電話には専用アプリが用意されている他、ウェブブラウザでの閲覧にも対応していた。
マンガ・オブ・ザ・イヤー
投稿作品のうち、年間もしくは月間で面白いマンガを決めるコンテスト。過去の作品で書籍化された作品は、マンガ・オブ・ザ・イヤーに輝いた物が多い。
- 2009年　最優秀賞　琴浦さん漫画 - マイクロマガジン社より書籍化。
- 2010年　最優秀賞　D×D Joker
- 2011年　最優秀賞　ナン様とレン

広告収益分配
クリエータが投稿したマンガで収益を得ることができる仕組み。閲覧数などに応じて広告収益分配が手に入った。
投稿したマンガが閲覧されたり、いいね！されたり、またそのマンガによってクリエータにファンがつくことで、クリエータには「EP」というポイントが付与された。その月にクリエータに付与された「EP」に対する、獲得した「EP」の割合で得ることができる収益が決定された。原資がいくらなのかは不明だった。
コマ割りエディタ
マンガを投稿するのに必要なウェブツール。無料で提供されている。
もともと携帯電話向けサイトであったマンガ★ゲットは、マンガをコマで見せるのがデフォルトとなっていた。そのため、ページのマンガ原稿をアップロードしたあとに、コマ割りエディタと呼ばれるツールを用いて、マンガをコマに切っていく作業を行う。Flashベースのウェブツールであるコマ割りエディタでは、範囲選択の要領でコマを切っていた。
各コマは、対画面の比率を拡大・縮小したりスクロールなどのアニメーションをつけたりすることができた。
マンガ閲覧機能
マンガ★ゲットではhtml5で組まれたビューアを採用しており、スマートフォンやパソコンのブラウザや、スマートフォンのアプリで、マンガを読むことができた。

## 関連記事
- マンガ・ゲット: 無料で漫画がたくさん読める漫画コミュニティが iPhone にやってきた！無料。（AppBank 2013/1/13）
- スパイシーソフトのマンガ投稿共有ソーシャルサービス「マンガ★ゲット」が快適に利用できるiPhoneアプリが登場した。（ITmedia 2013/1/09）
- 同人漫画をケータイで無料配信、報酬もらえる「マンガ★ゲット」（ITmediaニュース 2008/8/19）
- マンガ投稿コミュニティ「マンガ★ゲット」にiPhone版（ケータイWatch 2012/9/10）
- 「マンガ★ゲット」にブログへの埋め込み機能、スマホにも対応（ケータイWatch 2012/1/18）
- 「マンガ★ゲット」、漫画の総配信数が1億件を突破（excite 2012/1/15）
- スパイシーソフト、マンガ投稿共有ソーシャルサービス「マンガ★ゲット」をリニューアル（ITmedia Mobile 2012/9/10）
- マンガ投稿共有サービス「マンガ★ゲット」が刷新--スマホやPCに対応（CNET Japan 2011/6/2）
- 23000話以上のマンガが無料で読めるケータイマンガSNS「マンガ★ゲット」の公式アプリ（Android Walker 2011/5/31）